# Assedio di Ciudad Rodrigo (1810)
Grazie all'assedio di Ciudad Rodrigo, iniziato il 26 aprile 1810, il maresciallo francese Michel Ney conquistò il 9 luglio la città fortificata difesa dal maresciallo Andrés Perez de Herrasti. Il VI corpo di Ney faceva parte dell'esercito da 65000 uomini guidato da Andrea Massena, incaricato della terza invasione del Portogallo.

## Forze in campo
Il VI corpo di Ney comprendeva la 1ª divisione di Jean Marchand (6500 uomini), la 2ª divisione di Julien Mermet (7400), la 3ª divisione di Louis Loison (6600), la cavalleria leggera di Auguste Lamotte (900), la brigata di dragoni di Charles Gardanne (1300) e 60 cannoni.
Herrasti comandava 3 battaglioni regolari dei reggimenti di fanteria Avila, Segovia e Majorca, 375 artiglieri e 60 zappatori. Oltre a questi uomini vi erano 3 battaglioni di volontari di Ciudad Rodrigo ed 1 battaglione della Guardia urbana.

## Assedio
I 5500 uomini che componevano la guarnigione spagnola di Herrasti organizzarono una difesa coraggiosa, arrendendosi solo dopo che l'artiglieria di Ney aprì una breccia nelle mura e la fanteria si stava preparando all'assalto. Gli spagnoli subirono 461 caduti e 994 feriti, mentre 4000 uomini e 118 cannoni furono catturati. Il VI corpo di Ney perse 180 uomini ed oltre 1000 furono i feriti. I militari francesi, una volta entrati in città, la saccheggiarono. Questo assedio rallentò di un mese l'invasione del Portogallo organizzata da Massena.
Le successive azioni furono l'assedio di Almeida e la battaglia del Côa. Ciudad Rodrigo fu nuovamente assediata nel gennaio 1812.